# Phyllomyias
Phyllomyias är ett fågelsläkte i familjen tyranner inom ordningen tättingar. Släktet omfattar nio arter med utbredning från Costa Rica till norra Argentina:
- Grönaktig dvärgtyrann (P. virescens)
- Cerradodvärgtyrann (P. reiseri)
- Sucredvärgtyrann (P. urichi)
- Vitbukig dvärgtyrann (P. sclateri)
- Planaltodvärgtyrann (P. fasciatus)
- Yungasdvärgtyrann (P. weedeni)
- Sotkronad dvärgtyrann (P. griseiceps)
- Blykronad dvärgtyrann (P. plumbeiceps)
- Gråkronad dvärgtyrann (P. griseocapilla)

Tidigare inkluderades arterna i släktena Acrochordopus och Tyranniscus i Phyllomyias, men genetiska studier visar att de inte är varandras närmaste släktingar.